# Arophyton simplex
Arophyton simplex är en kallaväxtart som beskrevs av Samuel Buchet. Arophyton simplex ingår i släktet Arophyton och familjen kallaväxter. Inga underarter finns listade.